# ایستگاه متروی لیتون‌استون
ایستگاه لیستون
یک ایستگاه از خط مرکزی و از خطوط متروی لندن است؛ که در منطقه لیستون قرار دارد و در ۲۲ اوت ۱۸۵۶ افتتاح شده‌است.

## نگارخانه

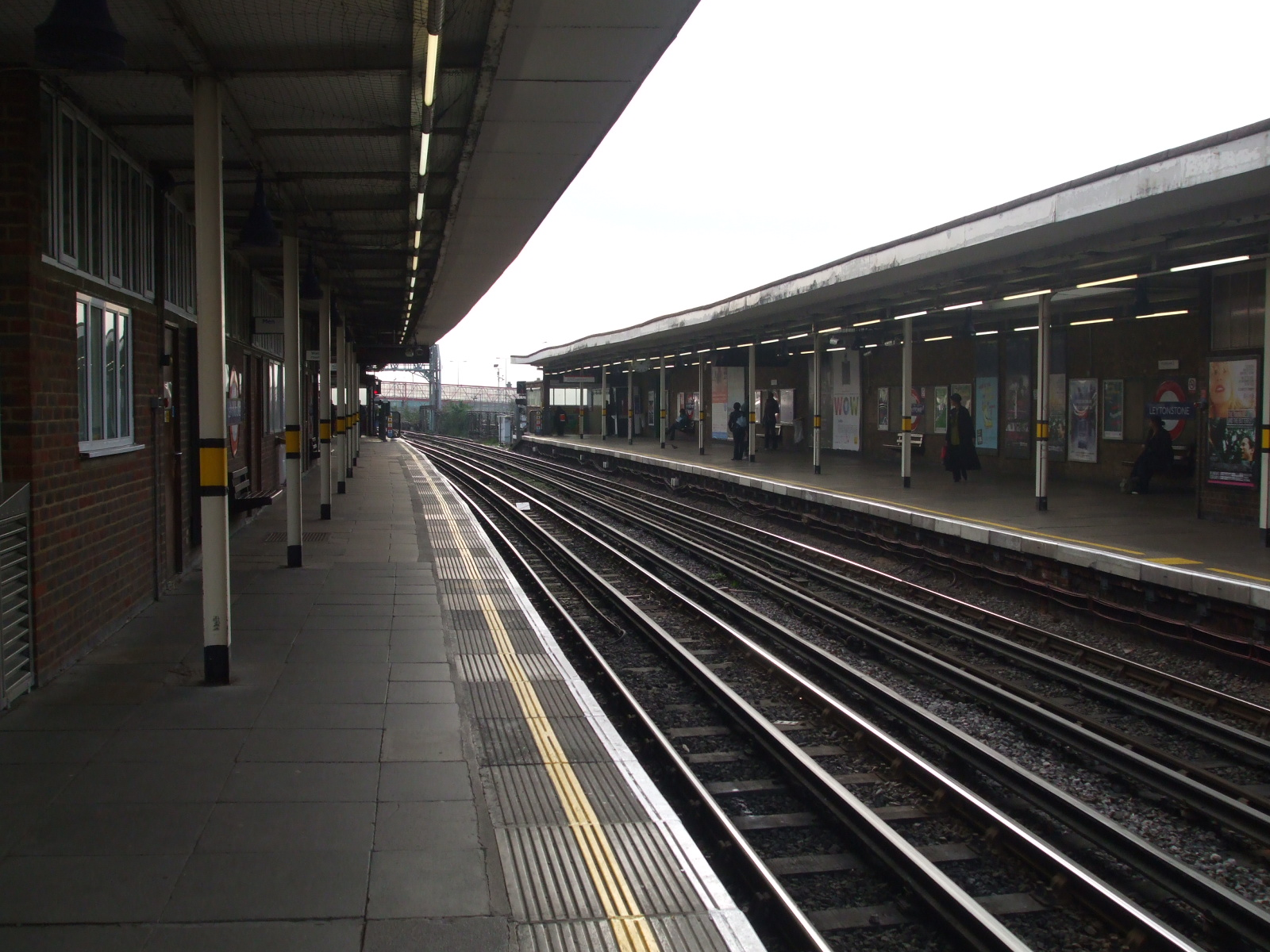
Westbound Platform 2 looking west
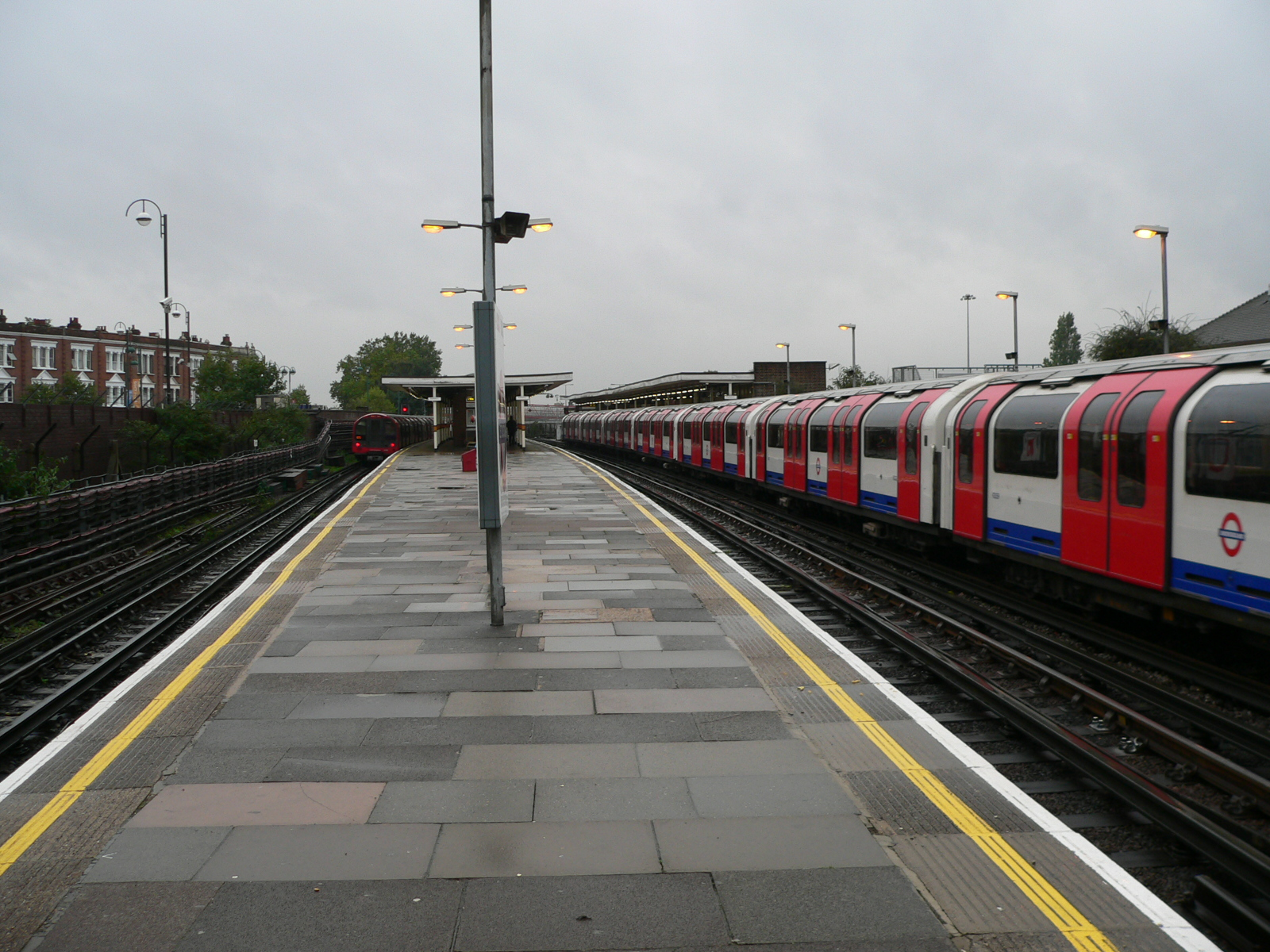
The westbound platforms at Leytonstone, looking west
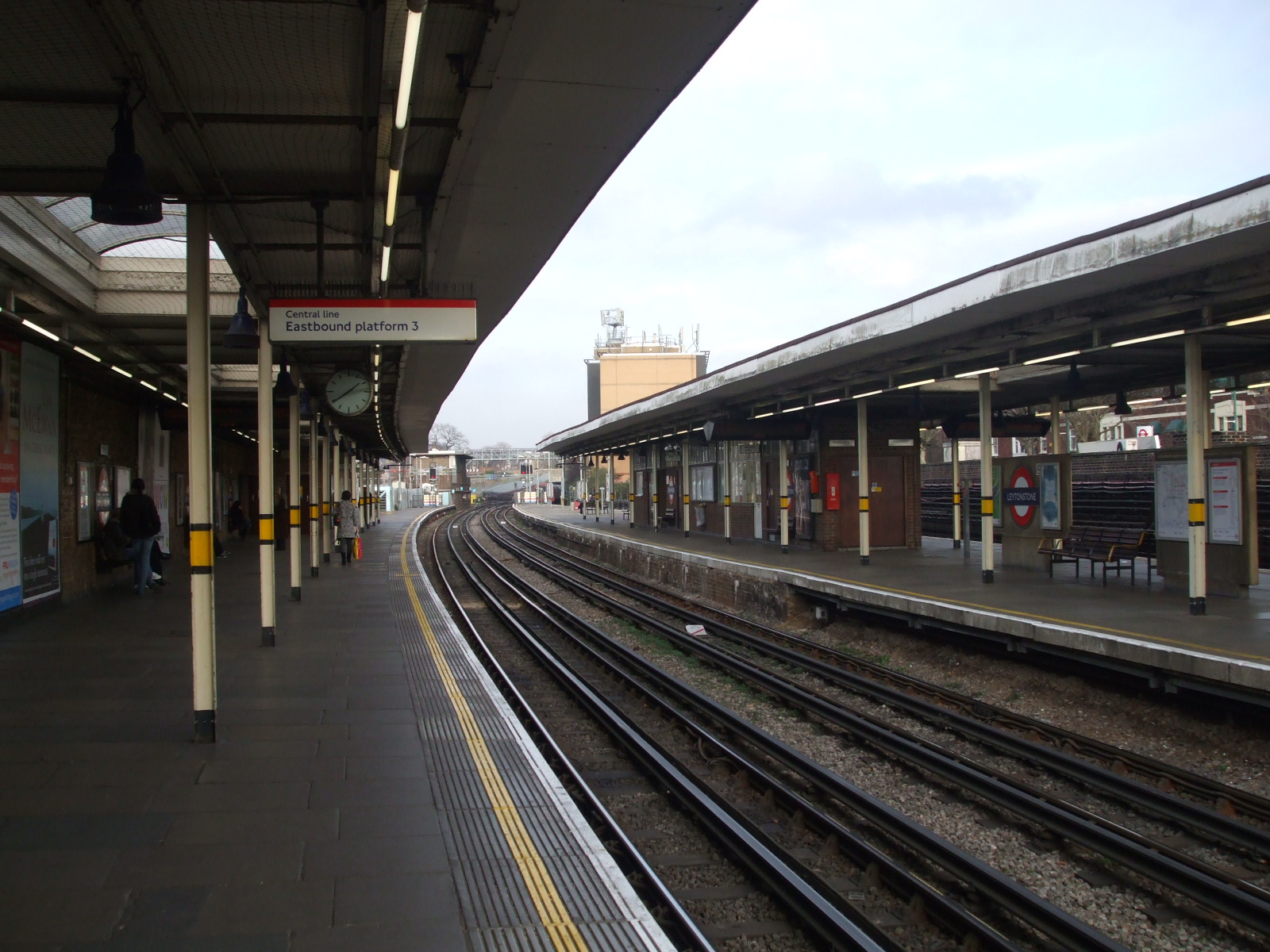
Eastbound platform 3 looking east
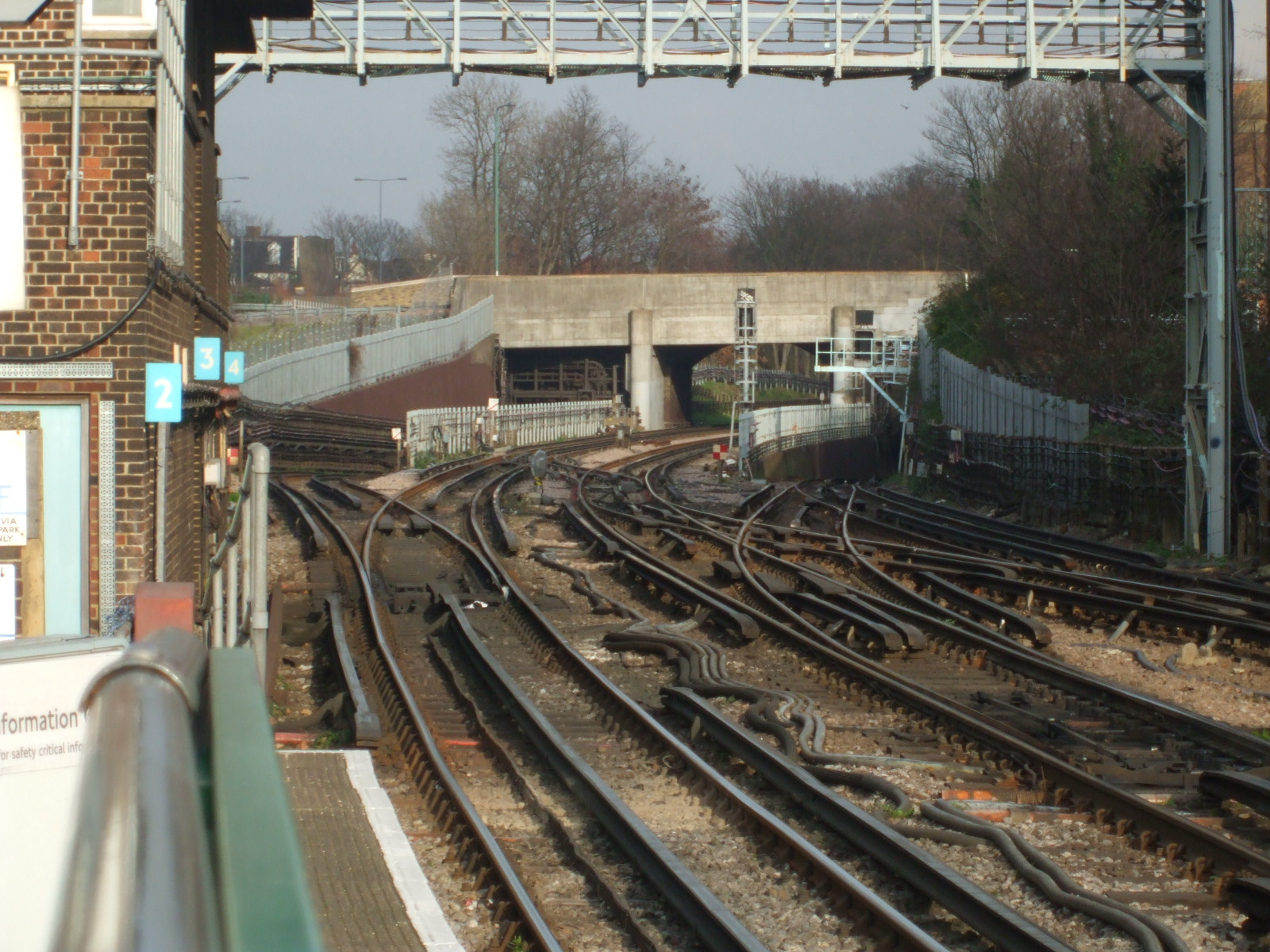
Leytonstone junction, showing the diverge between Epping and Hainault branches, the latter diverging and heading underground
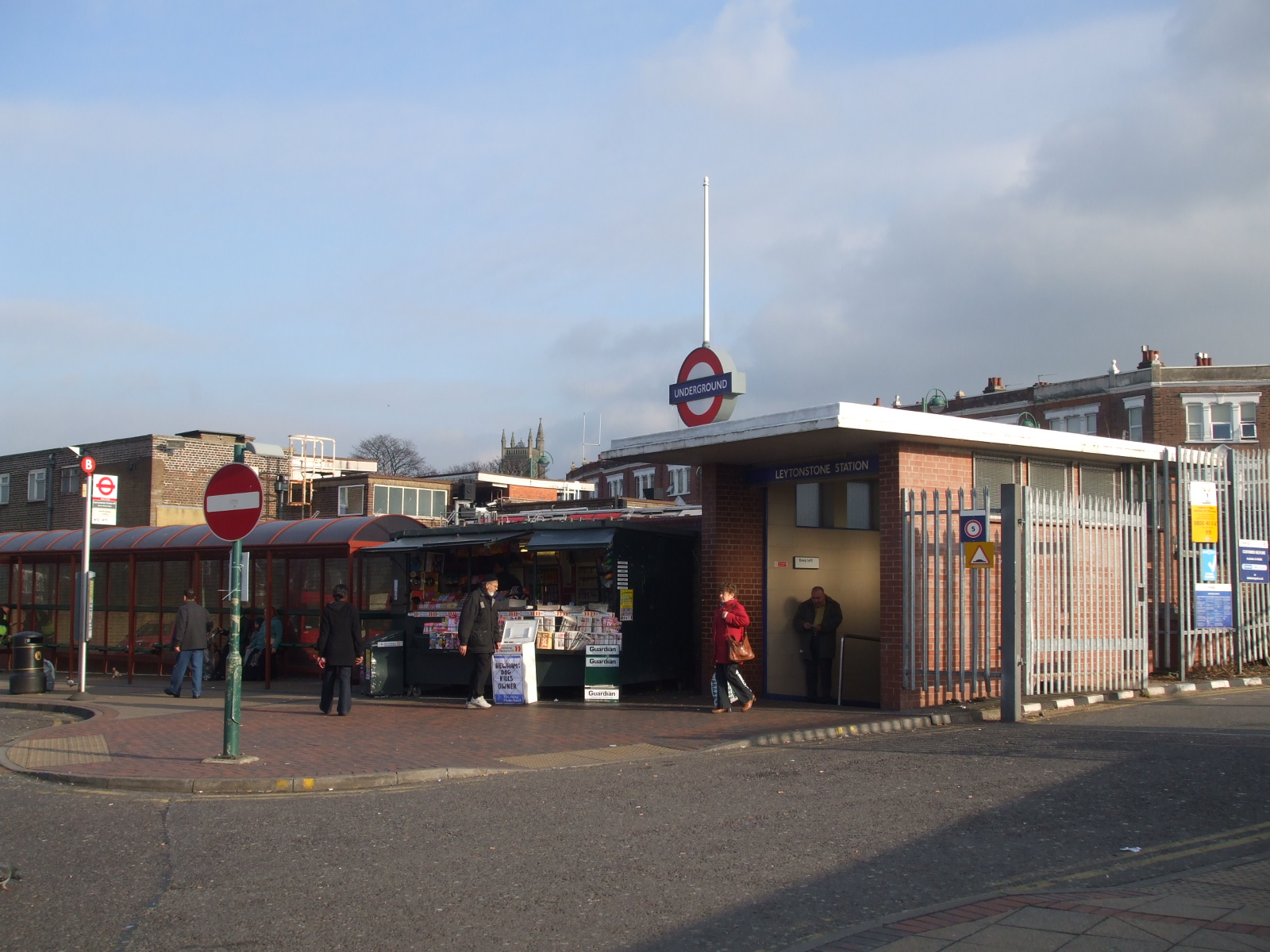
Western entrance facing Grove Green Road and bus stand.
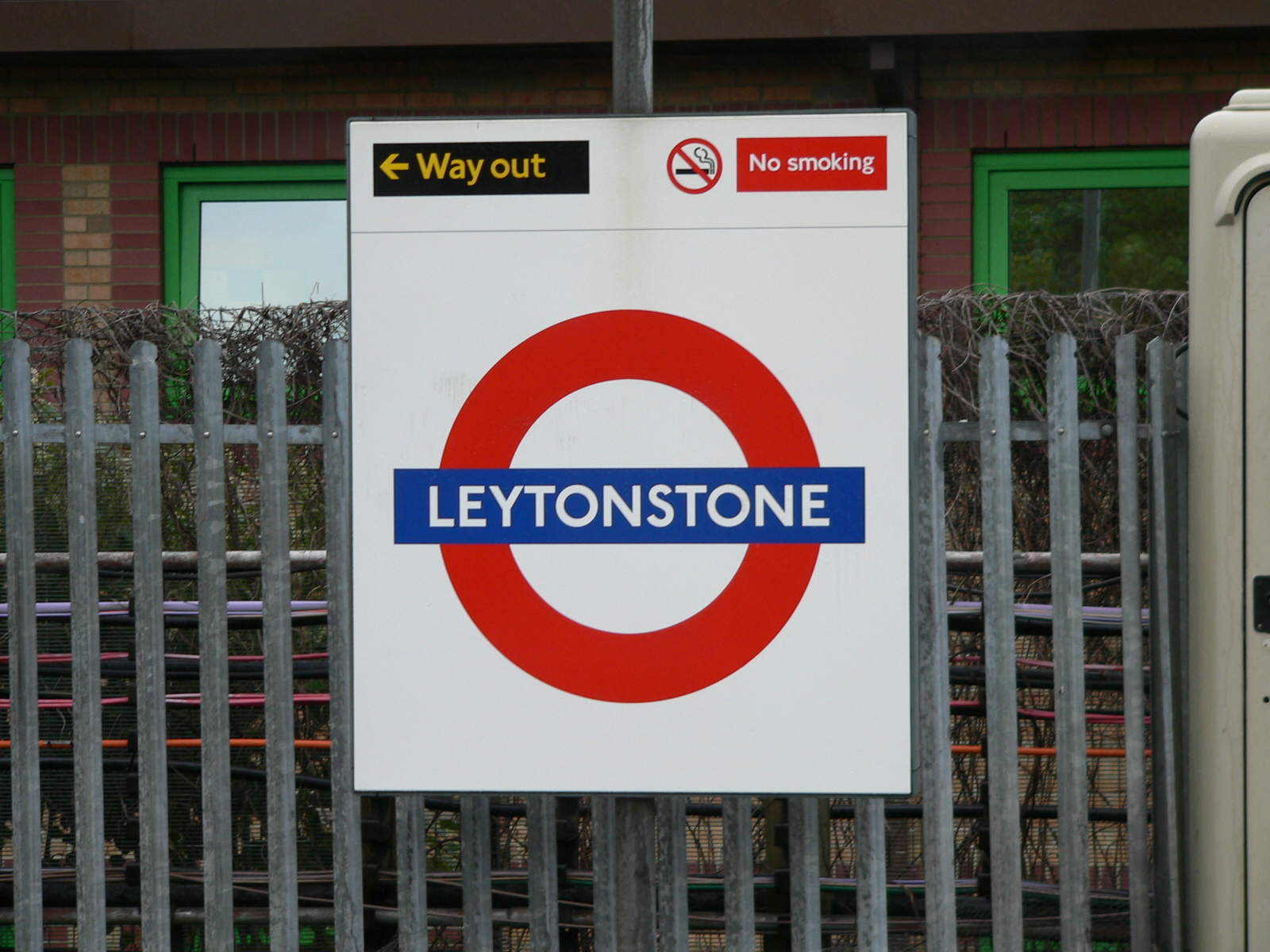
The roundel for the Leytonstone station